# Аксайское (трамвайное депо Алма-Аты)
Акса́йское трамва́йное депо́ — одно из двух трамвайных депо КГП «Алматыэлектротранс», располагавшееся в Ауэзовском районе Алматы на улице Момышулы между улицами Маргулана (бывш. Маречека) и Жубанова. В настоящее время не существует.

## История
Аксайское трамвайное депо было открыто в 1990 году, в связи с тем, что к 1990 году Центральное депо не справлялось с большим количеством вагонов. Трамвайный комплекс нуждался в дополнительной территории. Для строительства депо была выделена пустующая территория вдоль улицы Момышулы между улицами Маречека и Жубанова на месте расположения тектонического разлома. Место расположения депо было выделено неслучайно, Республиканские строительные нормы РСН-10-83, принятые в 1983 году на основе карты сейсмического микрорайонирования 1982 года, запрещали строительство ответственных объектов в зонах тектонических разломов и зонах повышенной сейсмической опасности (10 баллов) на территории города Алматы. Территории, где располагались зоны тектонических разломов, предпочтительно отдавали под устройство зеленых массивов, парков и другие нежилых строений-гаражей или объектов обслуживания общественного транспорта.
В 1999 году депо перестало функционировать, стало использоваться для хранения списанных трамваев и троллейбусов, часть территории отдали арендаторам по автостоянку. Цеха депо стали использовать для ремонта большегрузных машин.
С 2008 года территория депо стала использоваться для стоянки строительных Камазов, бетоновозов и производства бетона.
В 2013 году на части территории бывшего трамвайного депо со стороны улицы Садвакасова был построен 13-этажный жилой комплекс Арыстан.
В 2015 году на остальной территории бывшего трамвайного депо, находящегося в зоне расположения тектонического разлома начато строительство жилого комплекса Уш Сункар, состоящего из 11 многоэтажных домов.

## Сведения
Депо имело десять спецдистанций для отстоя вагонов. Был построен моечный комплекс. В нем размещалась дополнительная подстанция и управление депо. Имелся комплекс для ремонта и обслуживания вагонов. В депо помимо пассажирских, стояли все служебные и специальные вагоны. Ежедневно все трамваи проходили мойку и выходили на линию. В Аксайском депо находились вагоны, подлежащие списанию.

## Сокращение сети
В начале девяностых годов с распадом СССР по личному решению тогдашнего акима Шалбая Кулмаханова трамвайные линии в городе Алматы начали стремительно закрывать. На утилизацию в Аксайское депо отправлялось большое количество трамвайных вагонов. В 1999 году, перед закупкой бывших немецких Татр КТ 4 почти все КТМ 5 и РВЗ 6 были списаны и отогнаны в Аксайское трамвайное депо. Летом 2002 года на территорию депо загнали около тридцати списанных троллейбусов ЗиУ 9 и постепенно их распилили на металлолом.

## Примечание
1. ↑  Схема планировочных ограничений г.Алматы. «Алматыкалажер». Дата обращения: 1 декабря 2007. Архивировано 27 апреля 2015 года.
2. ↑  Схема расположения разломов г.Алматы. «Алматыкалажер». Дата обращения: 1 декабря 2007. Архивировано 31 июля 2017 года.
3. ↑  Верненская катастрофа 1887 года и современная сейсмическая обстановка г.Алматы. «КазНТУ». Дата обращения: 1 декабря 2007. Архивировано из оригинала 30 июля 2017 года.
4. ↑  Жилой комплекс Арыстан г.Алматы. «Крыша.кз». Дата обращения: 1 декабря 2007. Архивировано 30 июля 2017 года.
5. ↑  Жилой комплекс Уш Сункар г.Алматы. «Крыша.кз». Дата обращения: 1 декабря 2007. Архивировано 30 июля 2017 года.
6. 1 2 3  Алматинский трамвай. Дата обращения: 26 января 2009. Архивировано 22 февраля 2017 года.